# لیدیا برکولینو
لیدیا برکولینو (ایتالیایی: Lidia Broccolino؛ زادهٔ ۱۰ ژوئیهٔ ۱۹۵۸) بازیگر اهل ایتالیا است.
از فیلم‌ها یا مجموعه‌های تلویزیونی که وی در آن‌ها نقش داشته‌است، می‌توان به خواهران و برادران، شیطان در بدن و جولیا و جولیا اشاره نمود.